# Palazzo Massimo alle Terme
A Palazzo Massimo alle Terme (magyarul „Massimo-palota a fürdők mellett”) a Museo Nazionale Romano részeként az olasz főváros egyik legfontosabb történelmi-archeológiai múzeuma Diocletianus termái és a Termini-pályaudvar közelében.

## Az épület története
Az épület helyén korábban a Villa Montalto-Peretti, V. Szixtusz pápa családi villája állt. Az épület a 18. század végén került a Massimo család birtokába, akikről a mai nevét kapta. 1883 és 1887 között Massimiliano Massimo herceg teljesen új épületet emeltetett neoreneszánsz stílusban a jezsuita Collegio Massimo számára ezen a helyen.
Az épület 1960-ig volt a jezsuita kollégium birtokában, ekkor az olasz állam megvásárolta azzal a céllal, hogy méltó helyet biztosítson a Rómában fellelt régészeti értékek egy része számára. A múzeum 1998-ban nyílt meg.

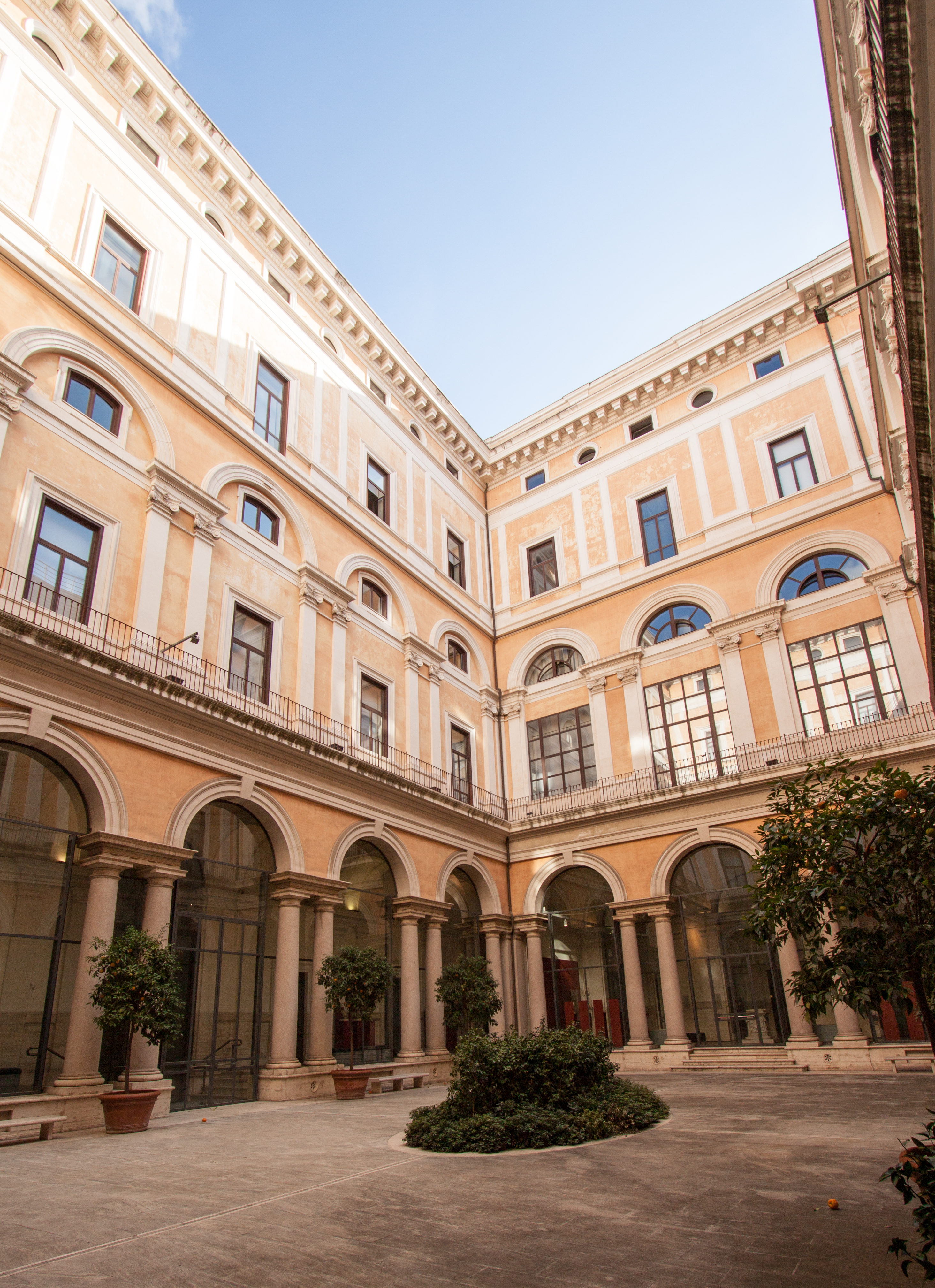
Az épület udvara
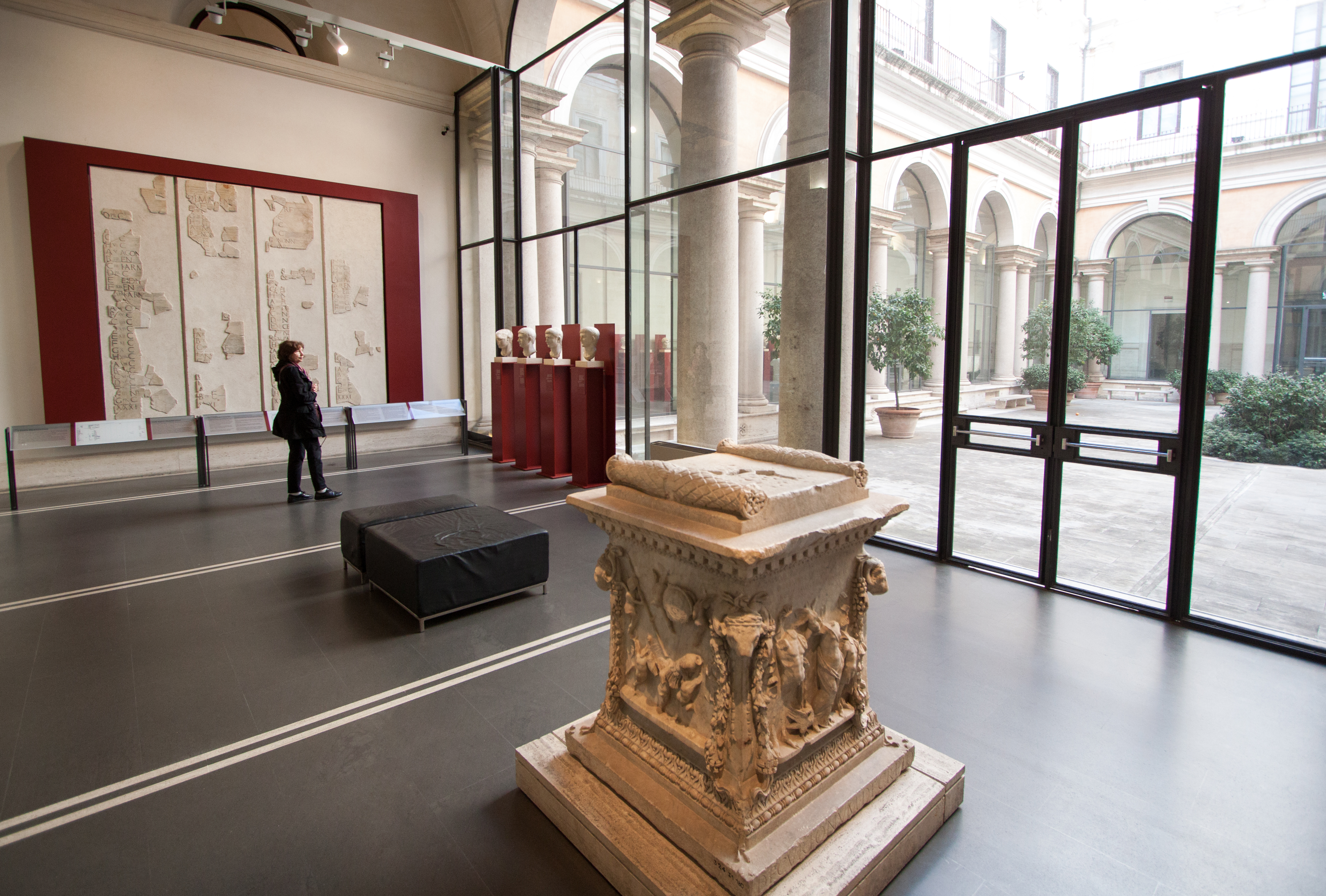
Földszinti kiállítótér
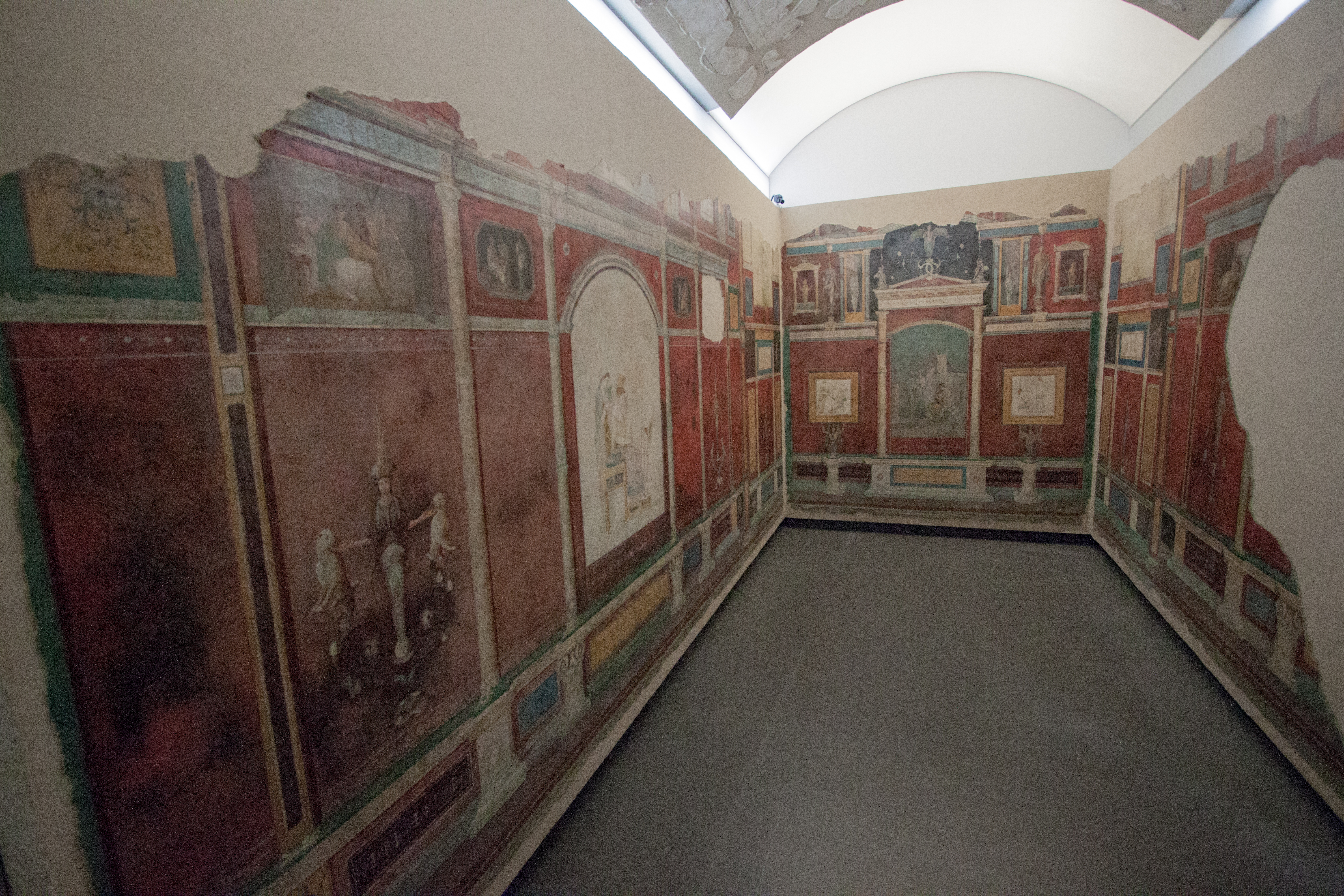
Freskók a Villa Farnesinából
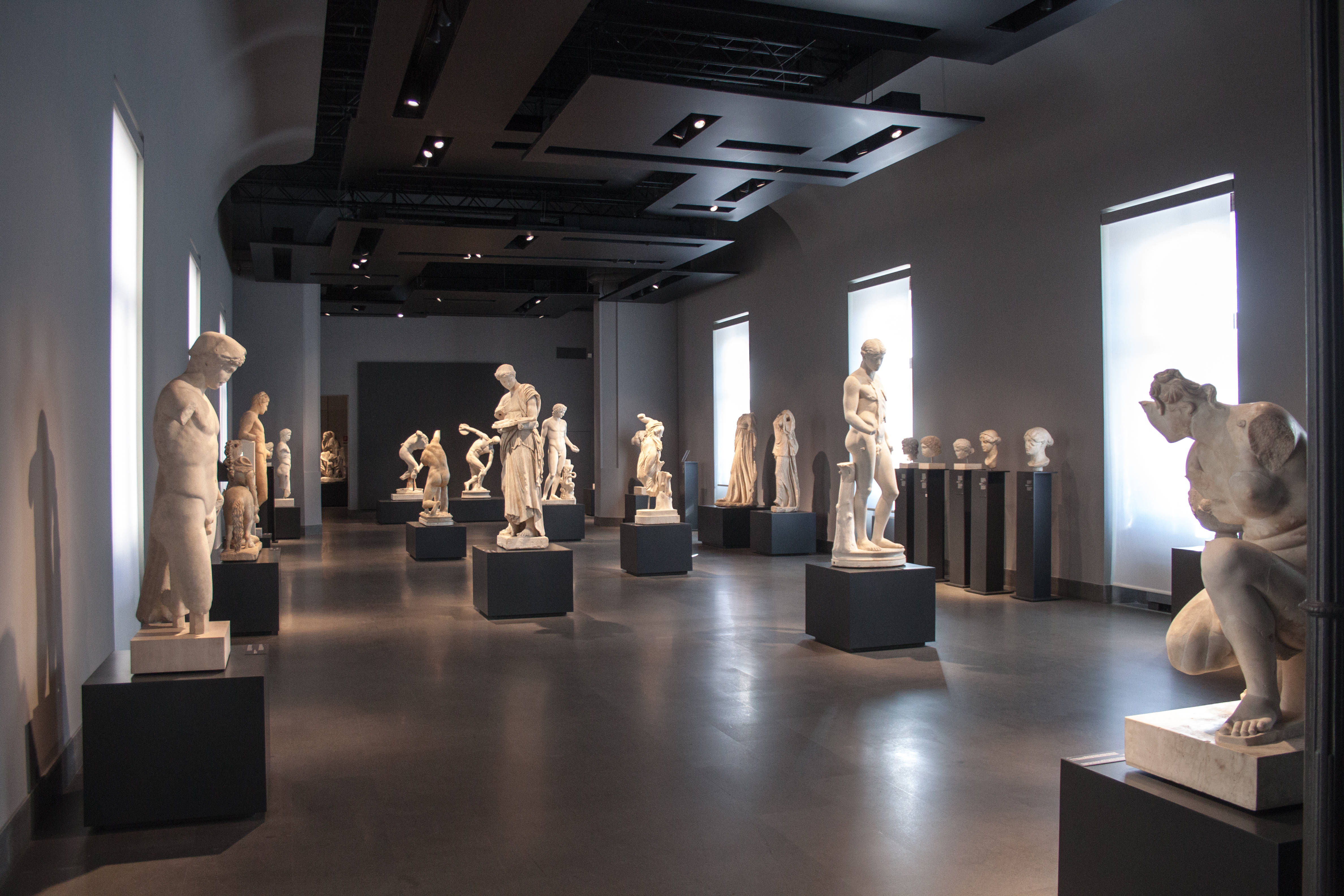
Emeleti szoborbemutató

## A múzeum gyűjteményei
A Palazzo Massimo a világ egyik legfontosabb antik művészeti gyűjteményét őrzi. Négy szintjén szobrok, freskók, érmék és ékszerek tekinthetők meg a késő-köztársasági kortól az késői antikvitásig (i. e. 3. század – i. sz. 5. század)
A földszinten találhatók a Róma területén talált eredeti ókori görög alkotások, mint a Pihenő bokszoló, a Szeleukida herceg és Niobé haldokló leánya, valamint egy sor római portré-szobor. 
Az első emeleten is híres szobrok találhatók, mint a Diszkoszvető, az Alvó hermafrodita, valamint nagyszerű domborművekkel díszített szarkofágok, köztük a Portonaccio területén megtalált darab, részletes csatajelenetekkel. 
A második emeleten ókori freskók és padlóburkolatok idézik fel a korabeli gazdag római otthonok képét.  
Az alagsori páncélteremben nagy numizmatikai kollekciót helyeztek el, ami magába foglalja II. Viktor Emánuel olasz király gyűjteményét is, emellett értékes ékszereket, sírmellékleteket is őriznek itt.

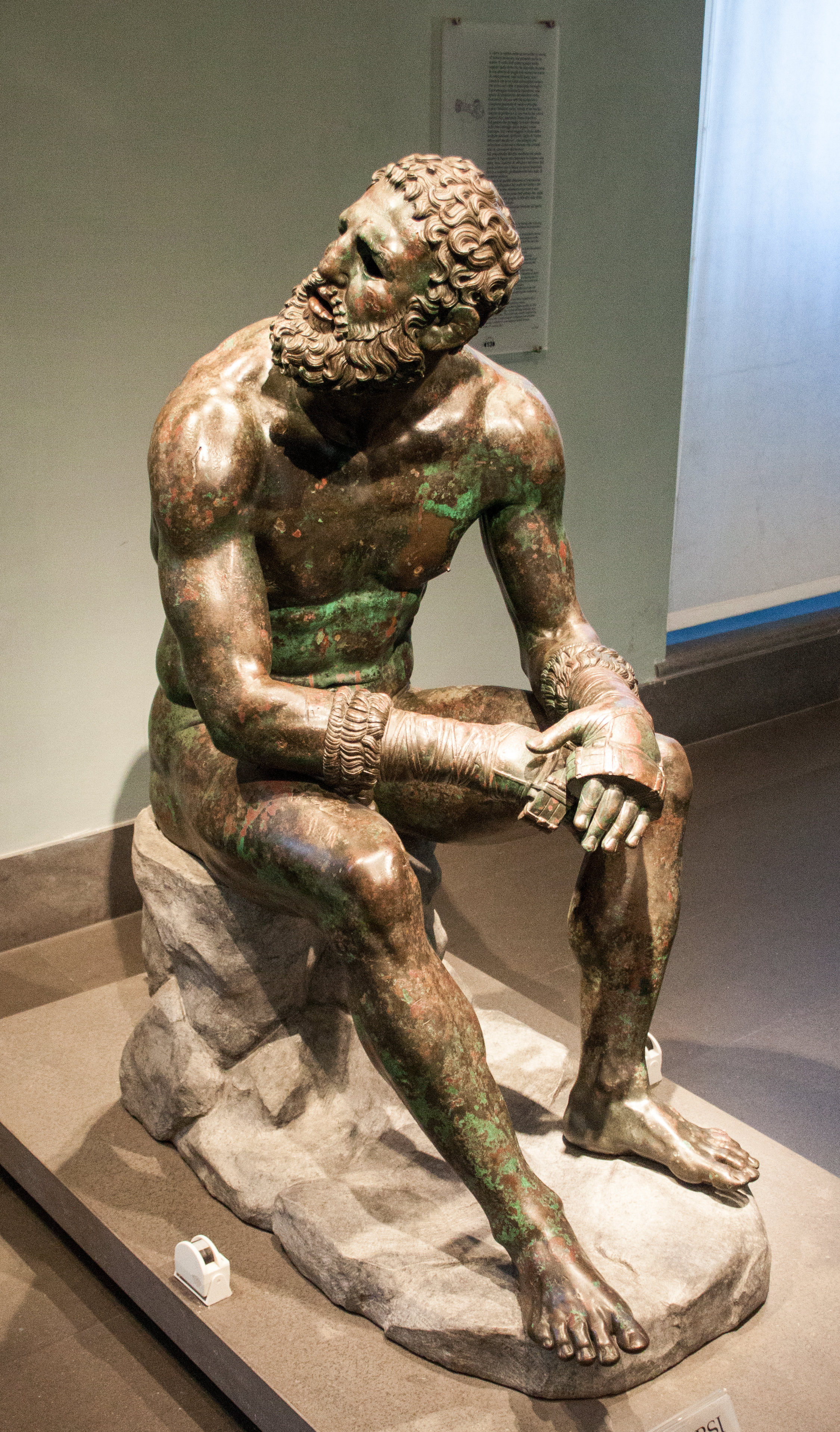
Pihenő ökölvívó
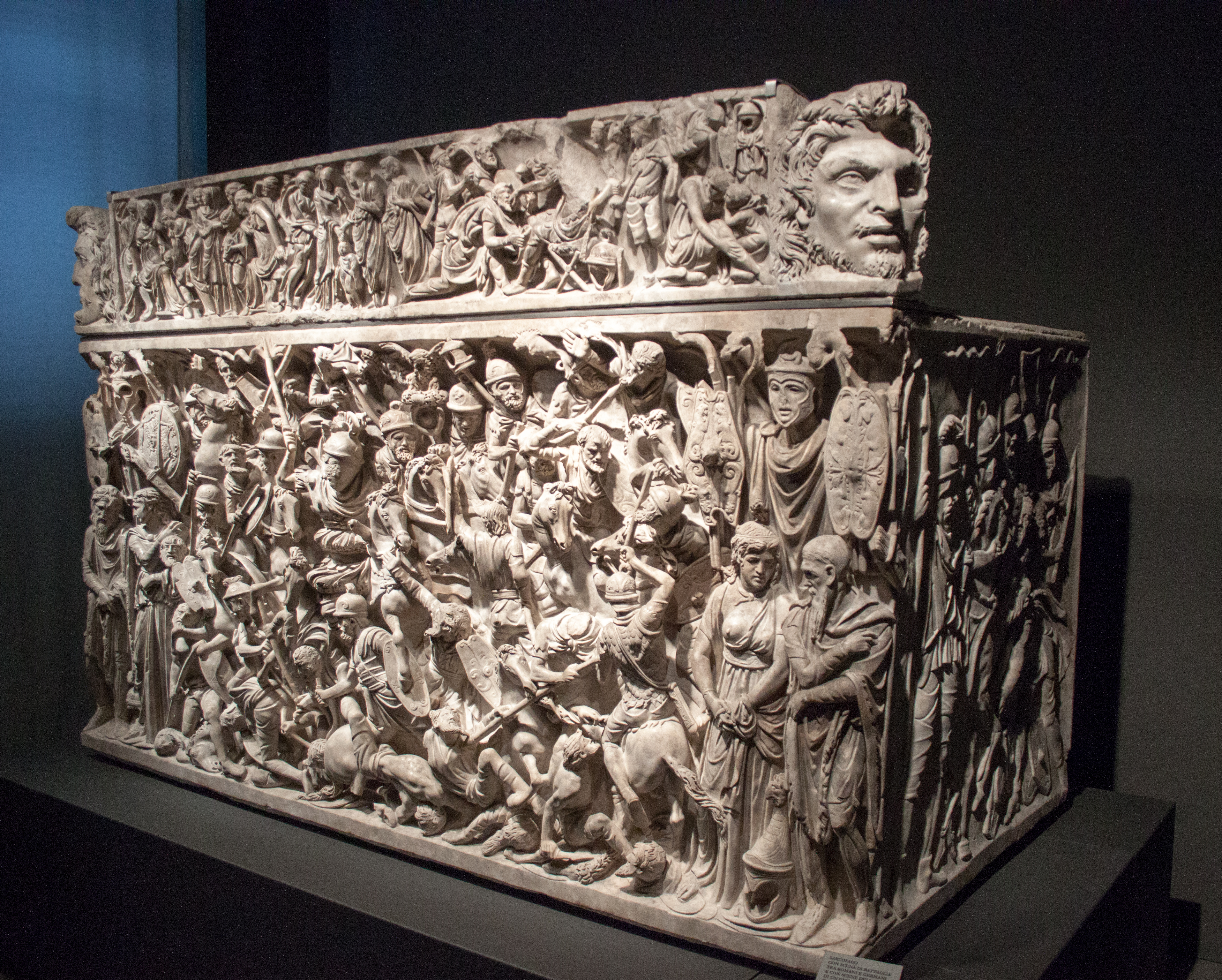
Csatajelenettel díszített szarkofág
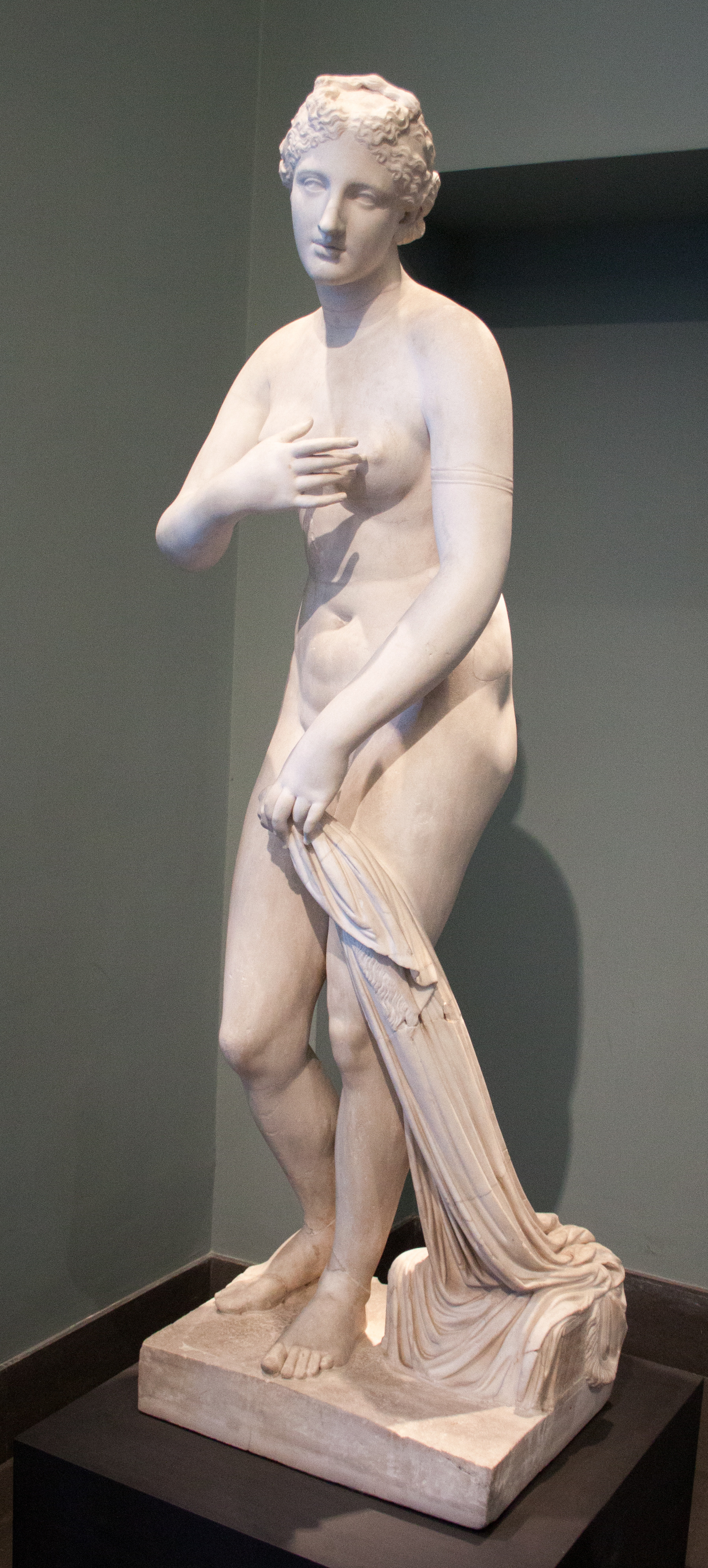
Melpomené, a tragédia múzsája
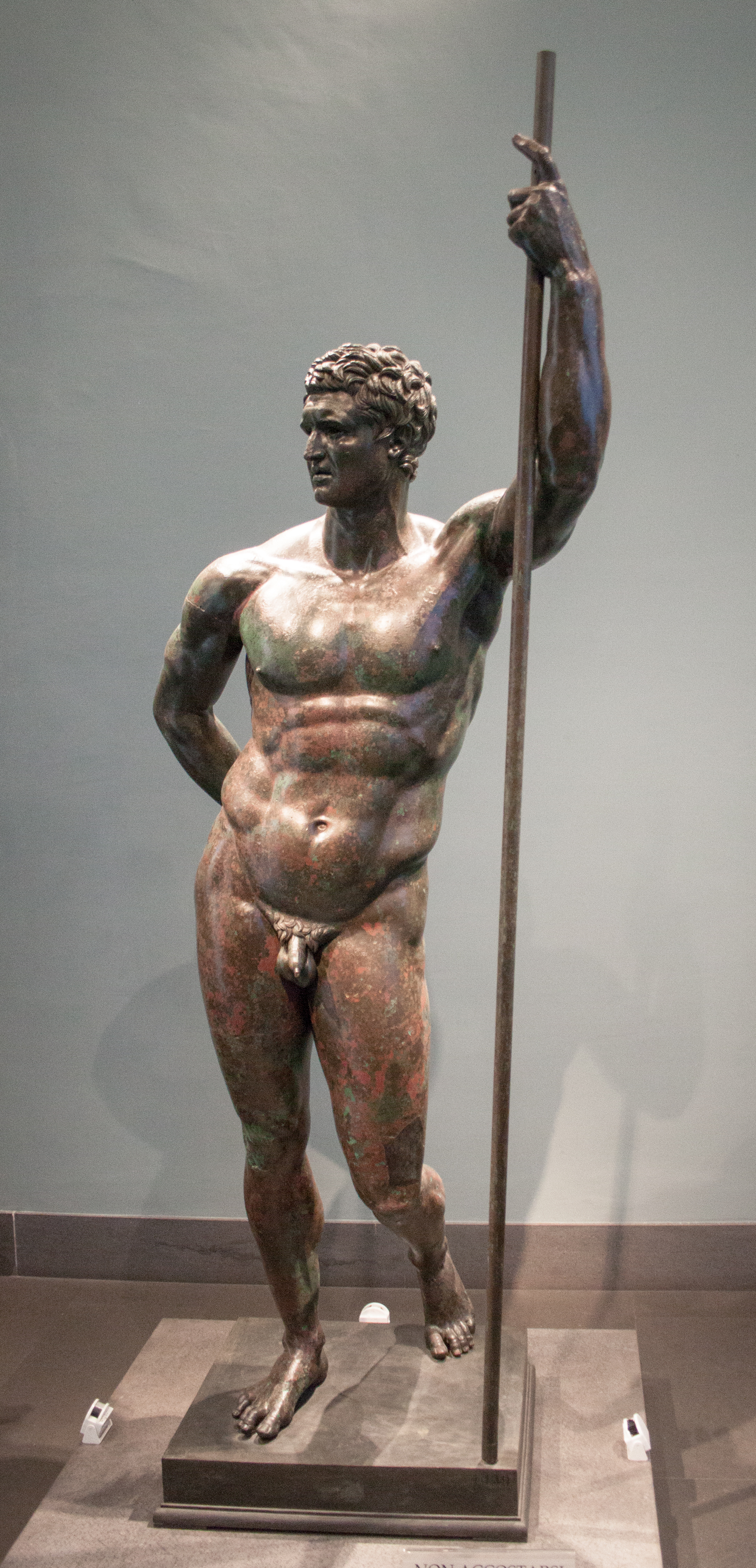
Szeleukida herceg
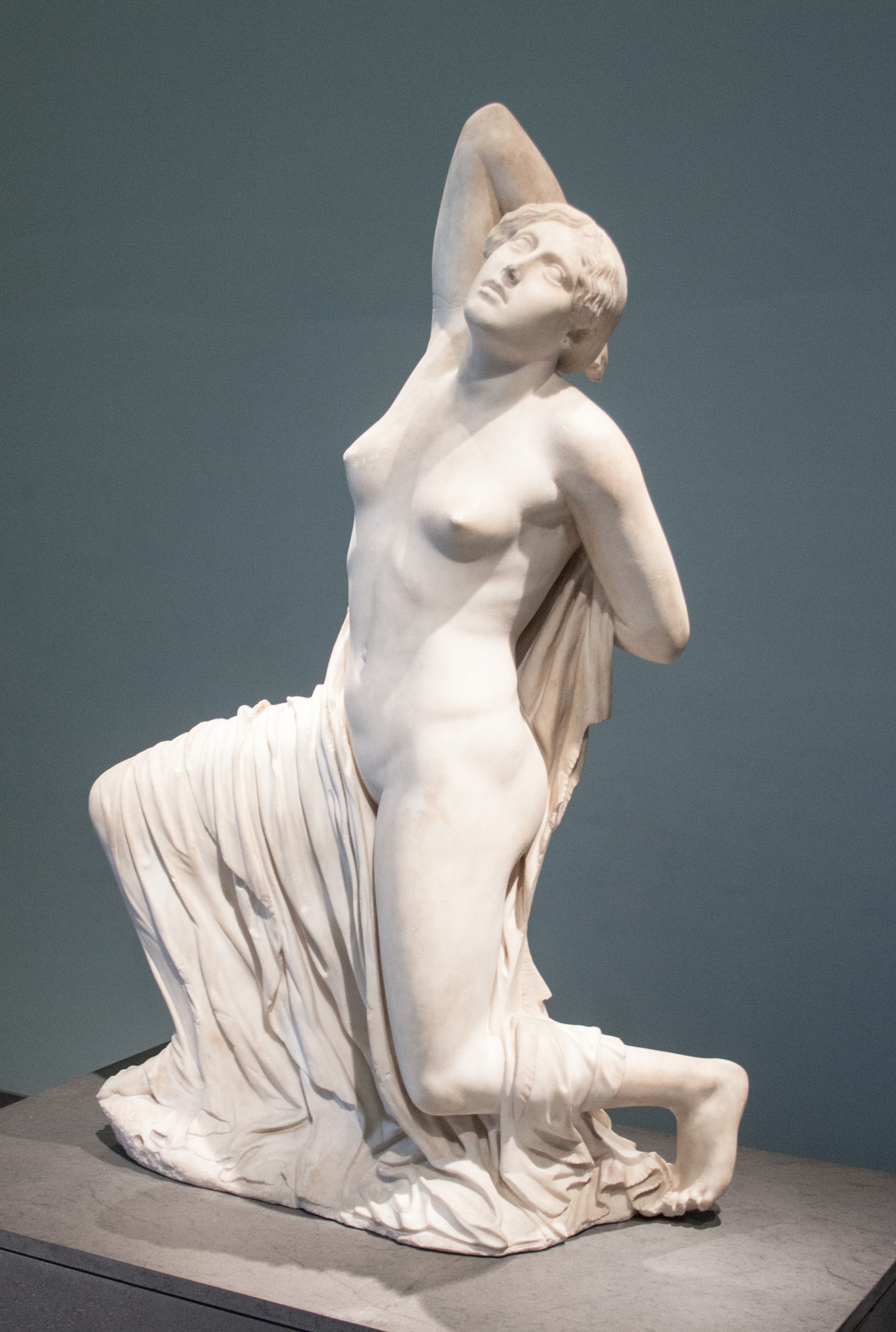
Niobé leánya
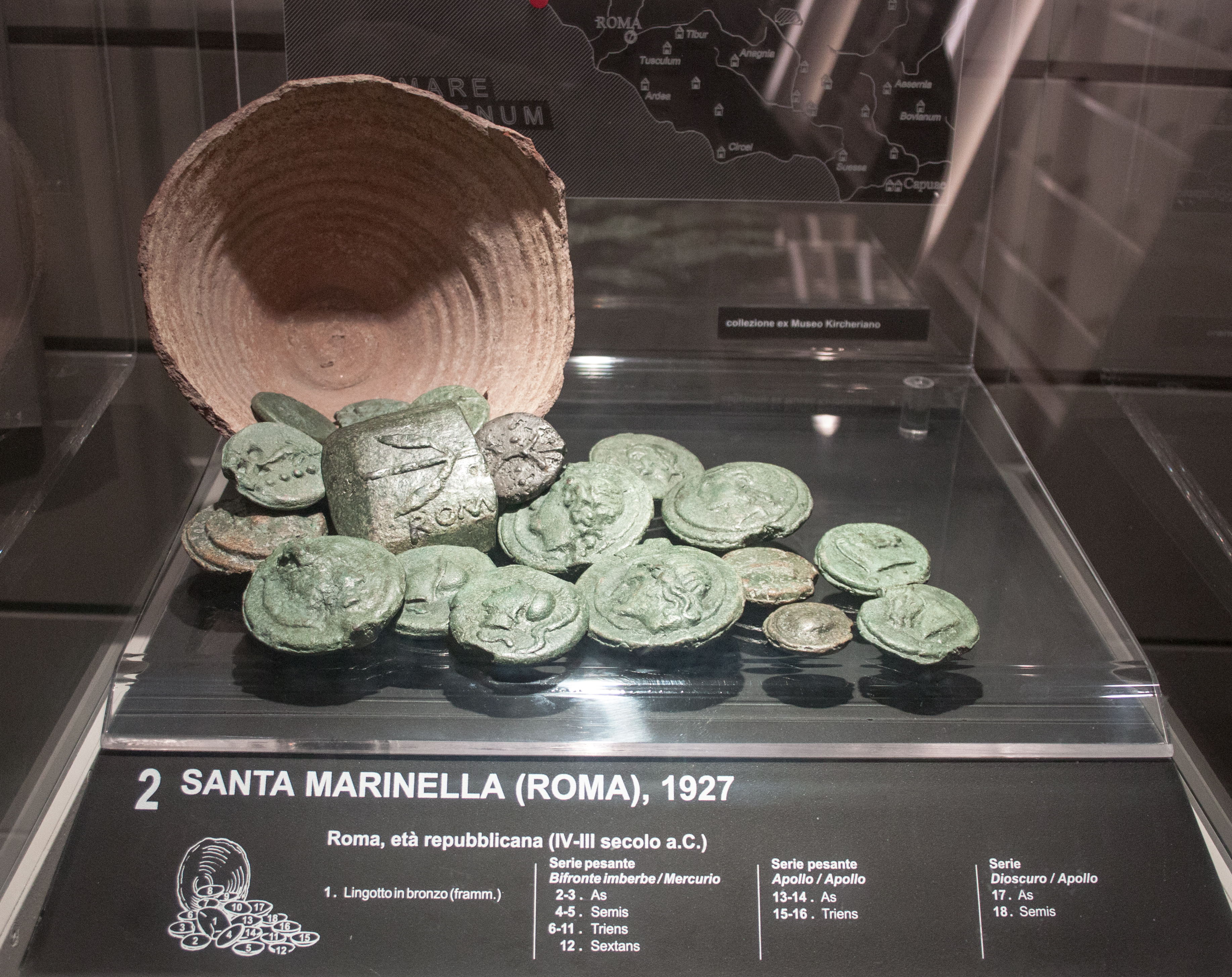
I. e. 4-3. századi érmekincs